# Bailleul-Neuville
Bailleul-Neuville település Franciaországban, Seine-Maritime megyében. Lakosainak száma 221 fő (2022. január 1.). Bailleul-Neuville Baillolet, Clais, Croixdalle, Fréauville, Saint-Pierre-des-Jonquières és Smermesnil községekkel határos.

## Népesség
A település népességének változása:
| Lakosok száma | 187  | 207  | 215  | 216  | 218  | 221  | 223  | 223  | 221  |
|               | 2013 | 2015 | 2016 | 2017 | 2018 | 2019 | 2020 | 2021 | 2022 |